# مريم صقر القاسمي
الشيخة مريم صَقِر القاسمي (؟) كاتبة قصصية إماراتية برزت في أدب الأطفال. ولدت في إمارة الشارقة لعائلة من القواسم الحاكمة. درست الصحافة في الجامعة الأميركية بالشارقة، ثم حصلت على الماجستير في الترجمة. تعد من الكاتبات الإماراتيات المتميزات في أدب الأطفال اللاتى برزن في أواخر عقد 2010. وقد نشرت أولى قصصها في 2016، وهي «آدم الفضولي». ومنذ ذلك الحين نشرت العديد من القصص وكتبت في الصحافة، بالإضافة إلى مسرحية استعراضية بعنوان «أين اختفت الحروف» التي حازت على جائزة الشارقة لكتاب الطفل 2018، ومسرحية دمى بعنوان «ساقي الماء» 2019، كما شاركت في كثير من ورش العمل التفاعلية للأطفال. 

## سيرتها

### حياتها المبكرة
ولدت مريم بنت صقر القاسمي في الشارقة لعائلة من القواسم ونشأت بها. دخلت مدرسة راهبات في الشارقة في مرحلة الروضة. أحبت قراءة الكتب منذ الطفولة، حيث كانت تجلس بجانب والدها وتراقبه عن كثب أثناء قراءته، وفي دورات المدرسة الابتدائية كانت تحب الإنشاء والتعبير لدرجة كانت تنال درجات كاملة.  ظهرت موهبتها في الكتابة منذ أن كانت طالبةً في المرحلة الابتدائية، فشجعتها معلماتها وشاركت في كل مسابقة أدبية مدرسية. رعاها والديها كذلك.  كتبت مذكرات اليومية منذ الصف الأول وجمعت مكتبتها الخاصة منذ أن كانت في الصف الثالث الابتدائي، وكانت مصدر إلهامها معلمتها في اللغة الإنجليزية من خلال تشجيعها على ممارسة الكتابة التي كانت تخص وقتاً بعنوان «ساعة قصصية» خلال تدريسها.
 قالت عن نشأتها «نشأت في بيت يعشق القراءة والاطلاع، وكنت أجلس كثيراً إلى جوار أبي وهو يقرأ، عندما كنت في السنوات الأولى من عمري، وعندما وصلت إلى الصف الأول الدراسي كانت والدتي تعطيني دفتراً وقلماً وتطلب مني أن أدون يومياتي وخواطري، ومنذ ذلك الوقت وأنا أعرف قيمة القلم وأعشق المطبوعات الورقية، حيث كنت أحب حصص اللغة العربية، خاصة التعبير في سنوات الدراسة، وكنت أحصل على العلامات النهائية دوماً.» وترجع تعلقها بالكتابة في طفولتها إلى والدتها أيضًا، التي كانت تعطيها دفترًا وقلمًا وتطلب منها أن تدون يومياتها.

ثم أتمت دراستها المتوسطة وتابعت دراستها العالية بكلية الإعلام في الجامعة الأمريكية في الشارقة فحصلت على بكالوريوس الآداب في الصحافة. وقدمت رسالتها الماجستير في ترجمة كتب اليافعين.

### بروزها في الأدب
نشرت أولى قصصها للأطفال «آدم الفضولي» سنة 2016 بعد أن قامت بعرض بعض قصصها في معرض كوميكون وادي الرسامين قبل النشر لترى ردود أفعال. وموضوعه توجيه الطفل من دون توبيخ  وقصتها هي عن طفل اسمه آدم، يحب اللعب ورسم الشخصيات، وكلما انتهى من مجموعة من الرسومات، دعا أمه لكي تشاهدها. في «متكاملان معًا» (2017) تناولت ابتعاد الطفل عن مقارنة نفسه بالآخرين، ويهدف الكتاب إلى تعزيز الصداقة بين الأطفال من خلال شخصيتين، البوم والقداد. وفي «أين اختفت الحروف؟» (2018) تركزت على عدم الإصغاء إلى المعلومات الخارجية، والبحث بنفسه عن مصادر المعرفة، وأحداثها من الزمن الماضي، عندما كان الحكواتي يأخذ الحروف من كتب أهل القرية، وعندما اكتشف الأهالي ذلك تواصلوا معه، وأحسوا بأن القصص التي كان يسردها لهم، كانت قصصاً بمتناول أيديهم. تحولت القصة إلى مسرحية غنائية، شارك فيها 22 ممثلاً.  ثم «حكيم العرب» في 2018 وهي قصة ترمز إلى مسيرة توحيد الإمارات العربية المتحدة وزايد آل نهيان.  ثم كتبت «حلم زايد» (2018) تزامناً مع عام زايد الخير، وهي قصة عنه بطريقة خيالية وفيها شبهت الدولة بالسفينة، والإمارات السبع بالأشرعة التي تثبت تلك السفينة، وأصل القصة من الورش التفاعلية التي قدمها. استلهمت شخصية قصتها «ساقي الماء» (2019) من المهنة سقاية الماء المندثرة، تسمي قراب
في المغرب.  وتحدثت قصتها «مريم والقلم» (2019) عن فقدان الطفلة مريم قلمها المفضل والمواقف التي مرت بها أثناء بحثها عنه.  ثم في قصتها «التنوع» (2019) بالإنجليزية، قدمت فيها عددًا من العبر والدروس حول أهمية التعاون، والتسامح، وتقبل الرأي الآخر، والعمل الجماعي ضمن إطار الفريق الواحد، بما يحفز الأطفال على التفاعل مع أحداثها وشخصياتها.

## أدبها
| أميل إلى القصص المصورة، وأهتم بأدق التفاصيل في الرسومات التي تترجم أحداث القصة، وتخلق نوعاً من التفاعل الإيجابي بين الطفل والقصة التي يطالعها، ومن ضمن الركائز الأساسية، التي لا بد أن تحرص القصة الإبداعية على توافرها، هو أن يتعلم الطفل تقبل اختلاف الآخر، واحترام وجهات النظر المختلفة، ليكون فرداً ناجحاً ومسالماً في المجتمع، من خلال تقنيات متنوعة في السرد والمحتوى. |
| —جريدة البيان، 27 يونيو 2021 |

إلى جانب أدب الأطفال وقصة قصيرة، تهتم بالمسرحيات والمقالات الصحفية والورش التفاعلية في المدارس والمؤسسات التعليمية، إذ إنها تؤكد على القراءة التفاعلية. وأسست دار نشر للأطفال باسم «بيت الكتب». تهتم بالتعليم المجتمع وانضمت إلى هيئة المرأة العربية ولها مساهمات في لجنة اللغة العربية.  وفي الصحافة، كتبت مقالات أدبية شهرية في عمود بصحيفة «الرؤية» سنة 2019. 

### الأسلوب
لها رؤيتها خاصة للرعاية الأطفال، وكتبت حول التسامح في تربية الطفل. تميزت بأسلوبها غير توجيهية في الكتابة، وقد كتبت أكثر آثارها ثنائية اللغة ومزجت بين التربوي والخيالي بطريقة مشوقة، واستخدام مصطلحات لغوية سلسة، والتشبيهات الجمالية وتميل إلى القصص المصورة وتهتم بالتفاصيل في الرسومات،  فشاركت في رسوم كتبها كل من رسامات شايا برابات والإيرانية طيبة توسلي والإماراتية عائشة سيف الحمراني والإسباني خوسيه غارسيا.

برزت مريم القاسمي بوصفها كاتبة متميزة إماراتية في أدب الأطفال خلال سنواتها الأولى من مهنتها الأدبية في أواخر عقد 2010.  تؤمن بأهمية الأدب القصصي للطفل وتأثيرها في تشكيل وعيه ونفسيته وسلوكه. تحرص على تنمية وتطوير إبداع الطفل وفكره في آثارها. تحب الحديث عن المهن العربية القديمة في كتبها، مثل قراب في «ساقي الماء» وحكواتي في «أين اختفت الحروف؟». 
تعتبر أطفال جزءًا أساسيًا من حياتها الأدبية وعالمها الشخصية، و كرست أدبها للتعبير عن أحلامهم ومخاوفهم وبخاصة الحياة اليومية للطالب في موضوعات مثل التنمر والتوحد والخوف من الآخر وضغوط الحياة المدرسية.

## حياتها الشخصية
هي مسلمة ممارسة، وفي مقابلة بتاريخ مايو 2018 قالت إنها في شهر رمضان تستيقظ مبكراً وتقرأ القرآن، وتشارك في الأعمال التطوعية الثقافية، وتعد الكثير من ورش العمل للأطفال الأيتام، وتمارس الرياضة يوميًا، وأحيانًا تعزف على البيانو، فضلاً عن القراءة المستمرة، وتحب الشعر العربي. 

## جوائزها وتكريمها
- 07 مارس 2018: كرمتها دائرة الثقافة بالشارقة.[28]
- 20 ديسمبر 2018: كرّمتها جمعية حماية اللغة العربية.[29][30]
- 27 ديسمبر 2018: حازت على جائزة الشارقة لكتاب الطفل عن مجال كتب اليافعين (باللغة الأجنبية) من 7-13 سنة ضمن جوائز مهرجان الشارقة القرائي للطفل في دورته العاشرة، عن كتابها «أين اختفت الحروف».[7][31]

## مؤلفاتها
- «آدم الفضولي»، 2016 (ردمك 9789948026426)
- «مكتملان معاً»، 2017 (ردمك 9789948104087)
- «أين أختفت الحروف؟»، 2018 (ردمك 9789948101765)
- «حكيم العرب»، 2018 (ردمك 9789948394730)
- «حلم زايد»، 2018
- «ساقي الماء»، 2019 (ردمك 9789948386599)
- «مريم والقلم»، 2019 (ردمك 9789948367864)
- «الاختلاف» أو «التنوع»، بالإنجليزية (Diversity)، 2019 (ردمك 9789948373292)

غير منشورة:
- «زاد أو نقص حرفاً»

## وصلات خارجية
- في «صحيفة الرؤية»